# Warfarină
Warfarina, un derivat de 4-hidroxicumarină, este o substanță medicamentoasă cu efect anticoagulant care este utilizată pentru prevenirea trombozei și tromboemboliei. Warfarina este larg prescrisă și utilizată ca anticoagulant în America de Nord. Warfarina este un derivat sintetic de cumarină, substanță prezentă în mod natural în plante precum Galium odoratum (vinarița), lavandă și alte specii. Pentru coagulare sângele are nevoie de vitamina K; warfarina încetinește producerea de vitamină K din organism, ceea ce crește timpul necesar pentru ca sângele să se coaguleze.

## Stereochimie
Warfarina conține un stereocentric și conține doi enantiomeri. Acesta este un racemat, adică un amestec de ("R") 1: 1 și forma ("S"): 
| Enantiomerul warfarinei | Enantiomerul warfarinei |
| ----------------------- | ----------------------- |
| CAS-Nummer: 5543-58-8   | CAS-Nummer: 5543-57-7   |

## Legături externe
- Anticoagulante, Warfarina Arhivat în 10 aprilie 2013, la Wayback Machine. pe situl Ghidul tău în medicină. Pagină accesată la 10 martie 2013.